# Siren (guerra elettronica)
Il  Selex SIREN  è un ingannatore radar attivo (decoy) progettato per l'impiego sulle navi della marina del Regno Unito. È una contromisura elettronica del tipo Electronic Attack di tipo attivo. 
Impiegato sulle navi militari della Royal Navy (RN), il Siren è un ingannatore usa e getta con propulsione a razzo in grado, con la sua parte attiva, di attirare su di sé i missile antinave (ASM), allontanandoli dal loro bersaglio.

## Descrizione
Il Siren deriva il suo nome dal personaggio mitologico che faceva cambiare rotta ai naviganti, attirandoli con il canto. Il dispositivo ricorre ad un “canto elettronico”, cioè ad un sistema elettronico posto alla sommità in un razzo che, lanciato dalla nave sotto attacco, emette segnali radio di inganno (jamming) in grado di confondere i missili antinave in avvicinamento e deviarli dall'obiettivo reale. Il razzo viene lanciato e in un tempo di 7 secondi  si allontana grazie al motore a razzo ad una distanza di 15 chilometri circa. Terminata la fase di spinta, viene aperto un paracadute “ala” a due stadi  e il Siren, durante la discesa, analizza lo spettro elettromagnetico nelle bande I e J,
per riconoscere il sistema di guida radar utilizzato e la direzione di arrivo del missile in avvicinamento. Terminata la fase di riconoscimento, l'ingannatore inizia a trasmettere utilizzando una antenna orientabile ad alto guadagno in direzione della minaccia. Il segnale di disturbo viene selezionato dalla libreria disponibile, ottimizzato per attirare l'arma in arrivo, deviandola dal percorso originario.

## Programma
Il sistema SIREN è stato sviluppato dalla Selex Sensors and Airborne Systems (ex- BAE Systems) in risposta al requisito Active Decoy Round (ADR) della Royal Navy per un sistema di inganno per la protezione contro i moderni missili anti-nave. Il razzo venne denominato Active Offboard Decoy (SIREN per l'esportazione) ed è stato progettato per essere utilizzato dai lanciatori standard da 130mm sui cacciatorpediniere Tipo 42 e sulle fregate Tipo 22 e 23. Il sistema è diventato operativo nel gennaio 2004 
come Siren MK 251.

## Operatori
- Regno Unito - cacciatorpediniere Tipo 42; fregate Tipo 22 e 23.